# Vatikánská vlajka

Vatikánská vlajka
Poměr stran: 1:1

Vlajka Vatikánu je tvořena čtvercovým listem (stejně jako u švýcarské vlajky) se dvěma svisle dělenými poli, žlutým a bílým. Uprostřed bílého pole jsou umístěny zkřížené klíče sv. Petra a tiára ze státního znaku. Klíče jsou obrácené zuby ven a připomínají evangelium sv. Matouše („…tobě dám klíče od království nebeského“). Stříbrný klíč symbolizuje duchovní autoritu papeže na Zemi a také moc otvírat či vpouštět. Zlatý klíč naopak značí možnost zavírat, zadržovat a znamená také moc nad nebeským královstvím. Červená šňůra, jíž jsou klíče svázány, dokládá, že obě moci spolu souvisí. Žluto-bílá tiára – trojnásobná papežská koruna – představuje trojitý papežský úřad: učitelský, kněžský a pastýřský.
Protože je Vatikán městským státem, je vlajka i městskou vlajkou.

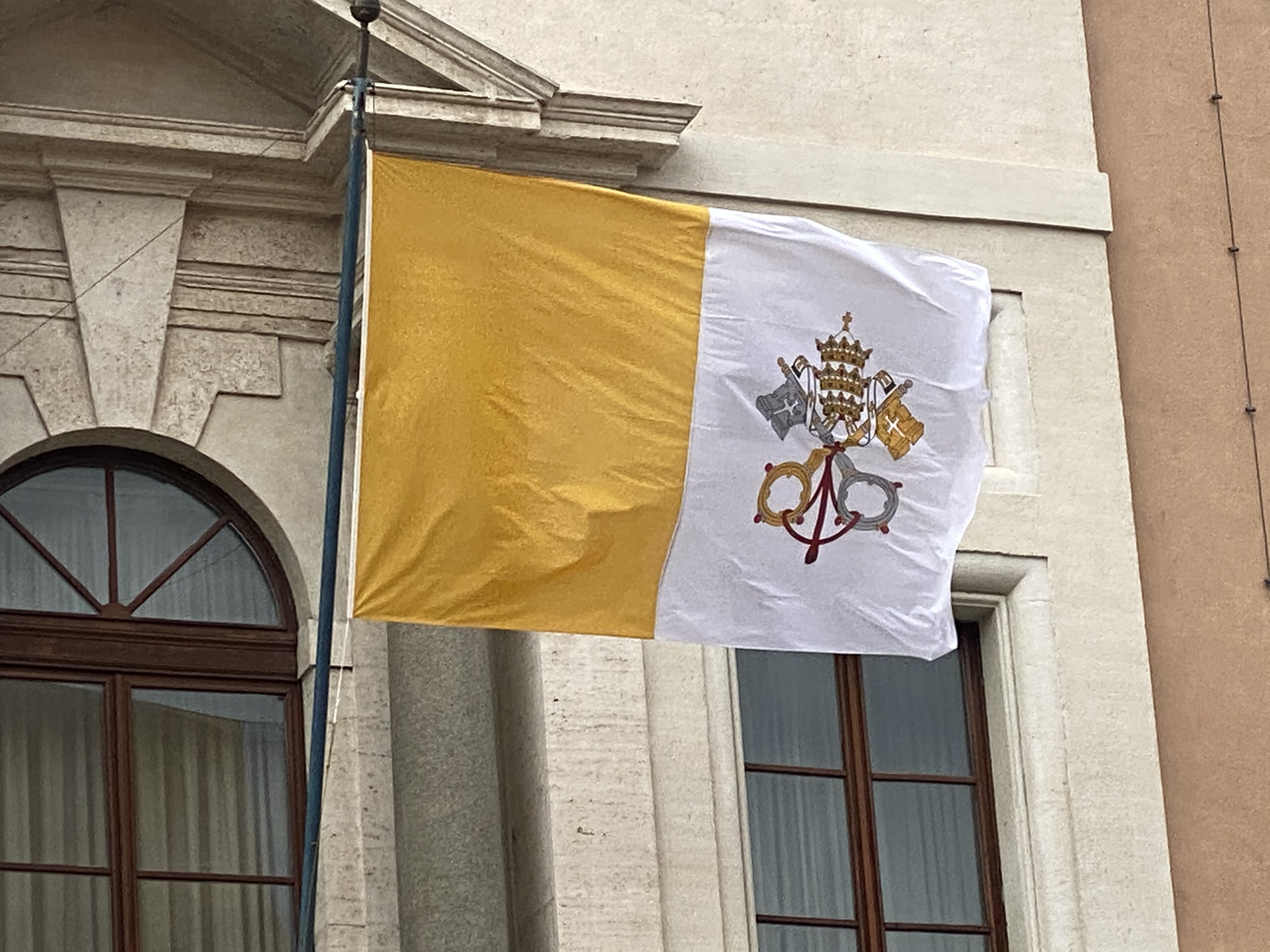
Obdélná vlajka na Palazzo dei Convertendi v Římě, který patří mezi exteritoriální území Vatikánu

Podoba vatikánské státní vlajky byla poprvé uvedena v Základním zákoně státu Vatikán z 11. února 1929 (Lateránské smlouvy). Mladší revize tohoto zákona (naposledy 2023, § 1 článku č. 23) vzhled vlajky potvrzují. Nezvyklý čtvercový formát však bývá často porušován. Ačkoliv v příloze Základního zákona státu Vatikán je zobrazena ceremoniální čtvercová vlajka, vlastní text ústavy poměr stran nespecifikuje. V praxi je často používána vlajka obdélná, a to i na objektech pod správou Vatikánu či Svatého stolce. Ani v minulosti nebyl používaný formát vždy jednoznačný a čtvercový tvar zůstával vyhrazen zejména pro ceremoniální příležitosti.

## Historie

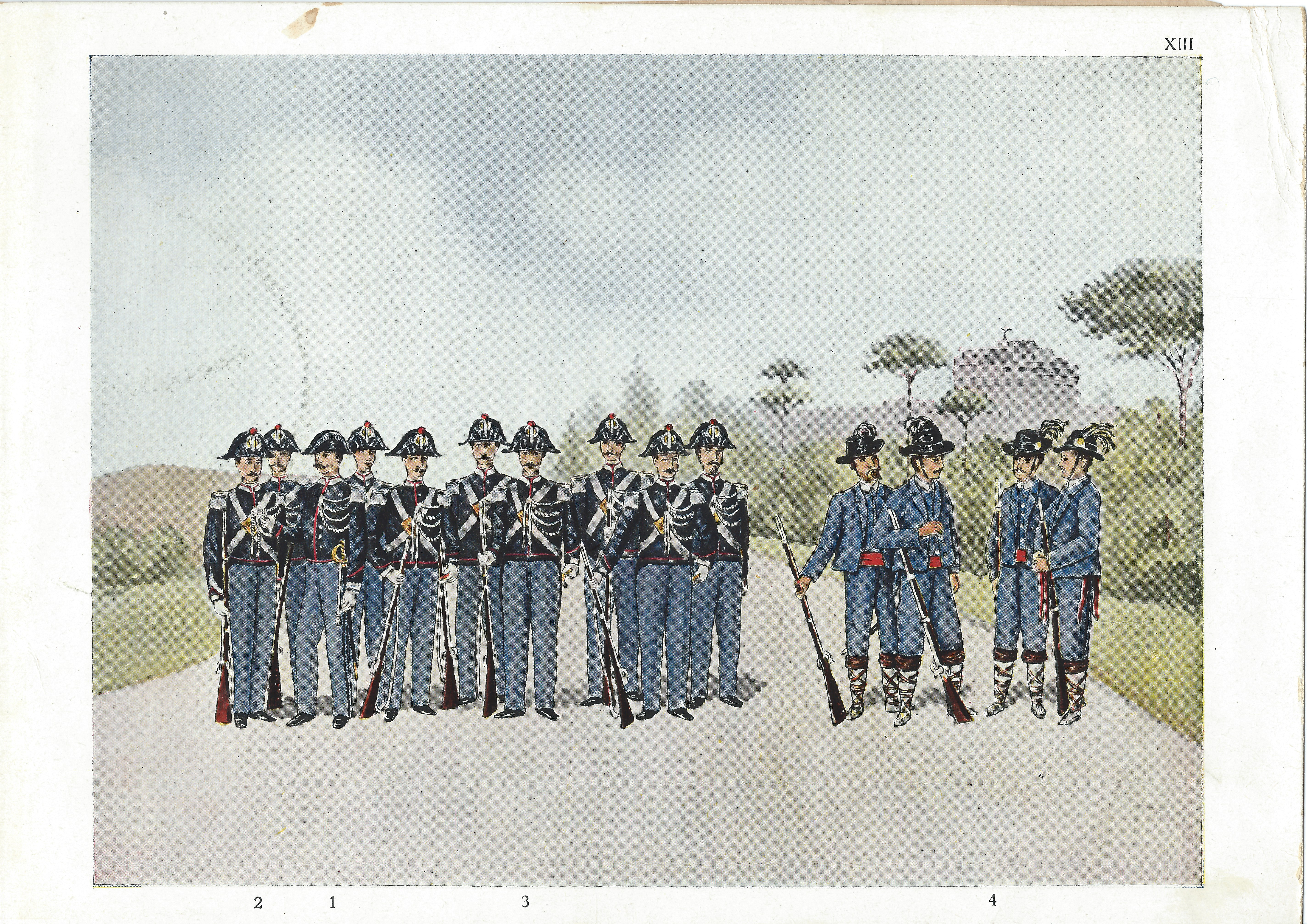
Papežští četníci se žluto-bílými kokardami (1890)

Zkřížené klíče i tiára patří k symbolům papežství již od 14. století. Papežský stát až do roku 1808 používal zejména kombinaci červené (karmínové) a zlaté, tedy tradičních barev Říma a římského senátu. Současně neexistovala žádná oficiální jednotná vlajka a různé subjekty používaly při různých příležitostech mírně odlišné symboly, jednotliví papežové navíc využívali vlajky s osobním znakem, od novověku obvykle v bílém poli.

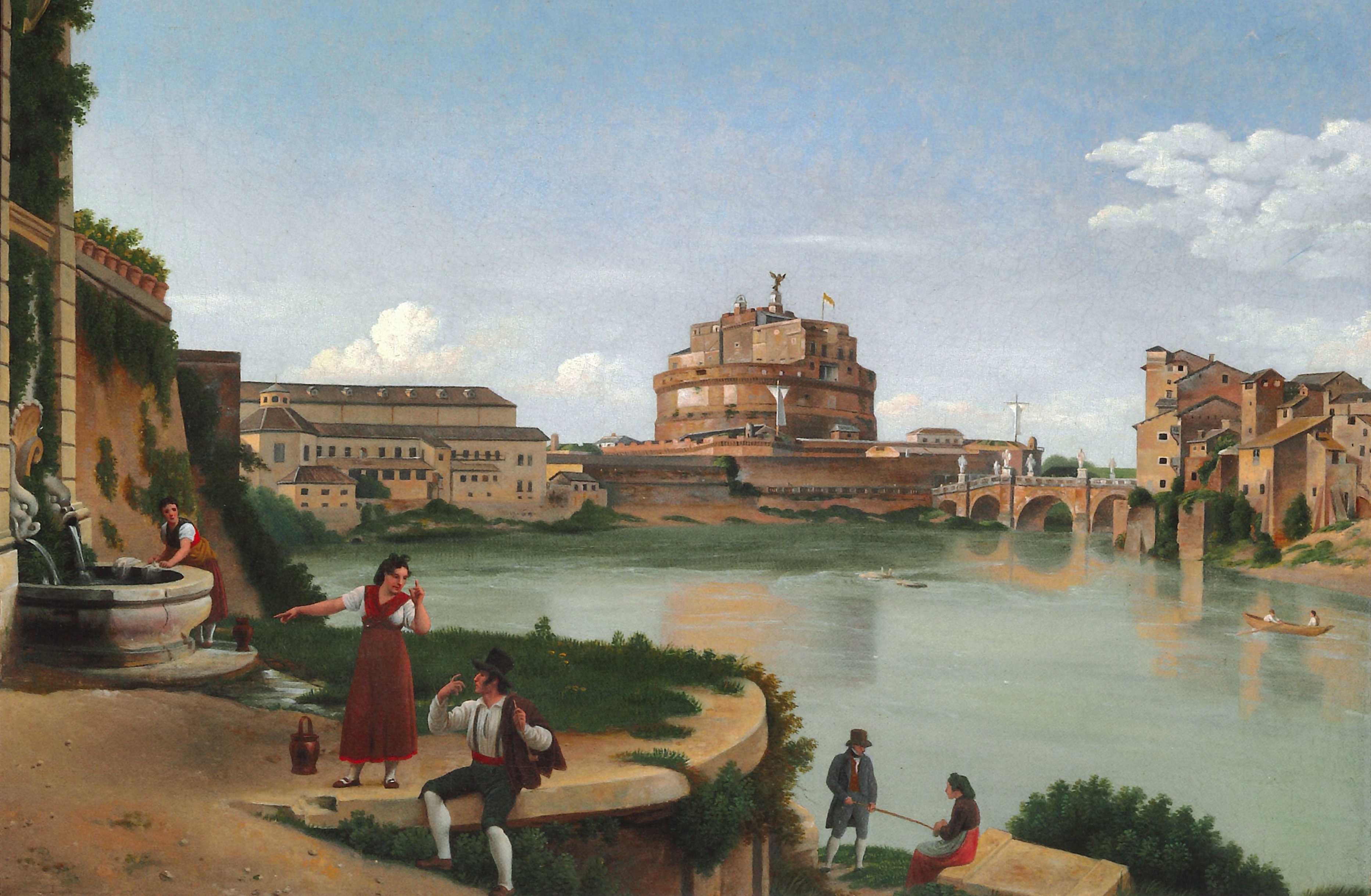
Papežská vlajka nad Andělským hradem v Římě, nejstarší známé vyobrazení žluto-bílé kombinace na vlajce (C. W. Eckersberg, 1819)

Při francouzské okupaci Říma roku 1808 byly červeno-žluté kokardy papežských vojáků nahrazeny bílo-žlutými (v heraldice bílá barva zastupuje stříbrnou a žlutá nahrazuje zlatou). Důvodem ke změně byl fakt, že velká část papežských vojsk se přidala k Napoleonovým mužům, a tudíž bylo nutné odlišit vlastní vojáky od přeběhlíků. Zlato-stříbrná kombinace je s největší pravděpodobností odvozena od barev svatopetrských klíčů, ale podle tradice může odkazovat i na znak království jeruzalémského, který ve 12. století tvořil zlatý kříž na stříbrném poli (jedná se o jedinou výjimku z heraldického pravidla, že zlato a stříbro se nikdy nedotýkají).
Roku 1825 zavedl papež Lev XII. dekretem ze 17. září tyto barvy pro papežské loďstvo, a to včetně zkřížených klíčů v bílém poli. Brzy začala být žluto-bílá (zlato-stříbrná) vlajka při různých příležitostech používána i na souši. Její podoba však nebyla ustálená, doložené jsou i vlajky dělené diagonálně. V době obsazení Říma roku 1870 vlála nad Andělským hradem vlajka pouze se dvěma svislými pruhy, zatímco nad bránou Porta Pia v Aureliánově hradbě byla vyvěšena vlajka se znakem zkřížených klíčů ve středu vlajky, v místě dotyku obou svislých pruhů.
V letech 1870 – 1929, kdy oficiálně neexistoval žádný církevní stát s mezinárodně uznávanými státními symboly, byla při vzácných veřejných vystoupeních papeže obvykle používána vlajka se dvěma svislými poli žluté a bílé barvy, se zkříženými klíči a tiárou ve středu.
Po podpisu Lateránských smluv, které v roce 1929 znamenaly vznik nezávislého městského státu Vatikán papež rozhodl, že jako státní vlajka bude používána varianta z roku 1825, se dvěma svislými pruhy a zkříženými klíči v bílém poli. Moderní vlajka byla poprvé vztyčena 8. června 1929, tedy den poté, co nabyly účinnosti Lateránské smlouvy a byl vydán Základní zákon státu Vatikán.

## Galerie

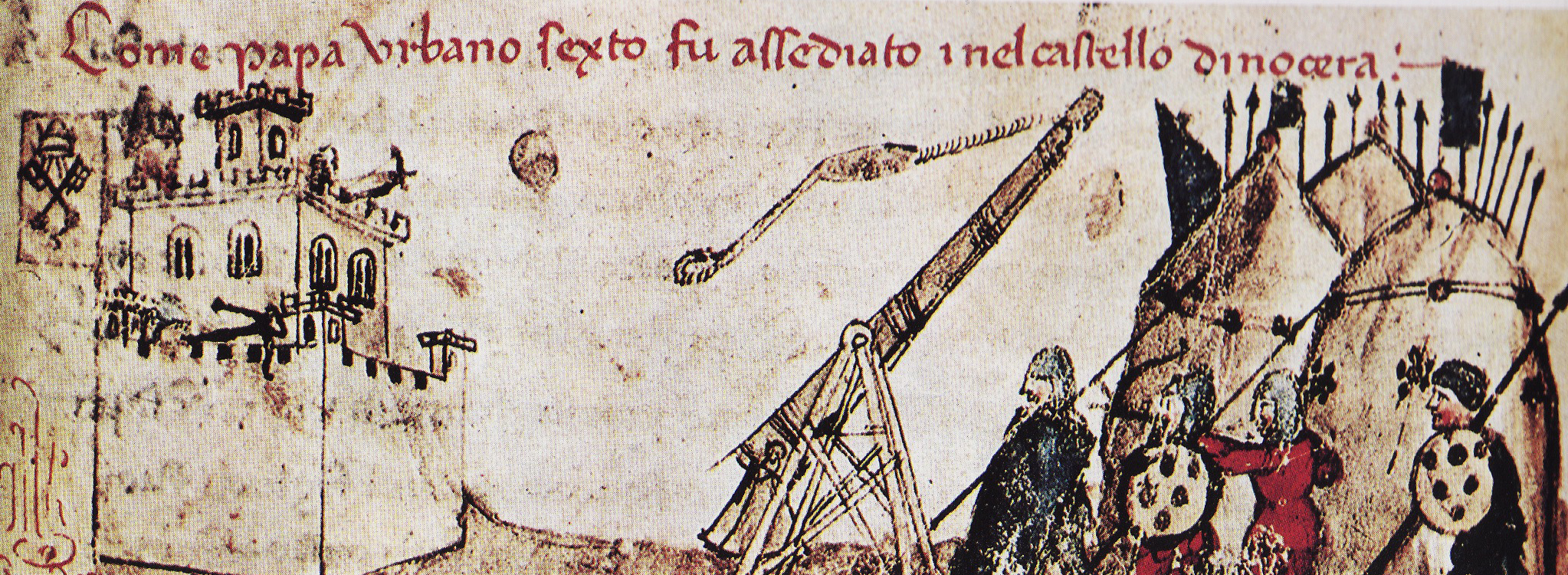
Papežský znak se zkříženými klíči ve 14. století (Giovanni Sercambi, Le croniche di Luccha)
Papežský prapor podle Bonifáce VIII. (1294–1303)
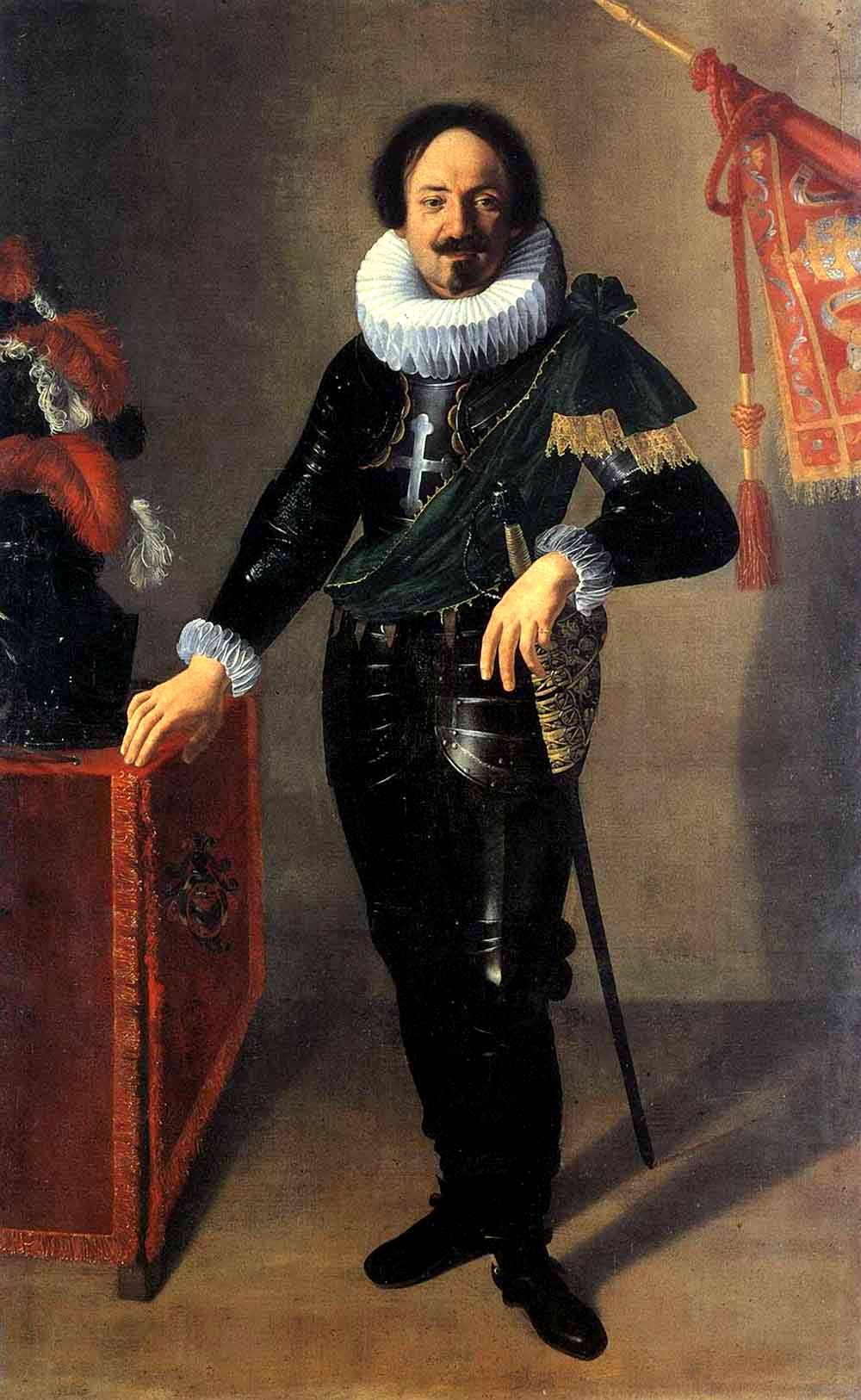
Červeno-zlatá papežská vlajka v 17. století (Artemisia Gentileschi, 1622)
Vlajka papežských obchodních lodí (1803–1825)   Poměr stran: 3:4
Vlajka papežských obchodních lodí (1825–1870)   Poměr stran: 3:4
Vlajka papežské pěchoty (1862–1870) Poměr stran: 1:1
Vlajka, vlající nad Porta Pia při dobytí Říma, neoficiální vlajka v letech 1870-1929
Vatikánská vlajka (2001–2023) Poměr stran: 1:1
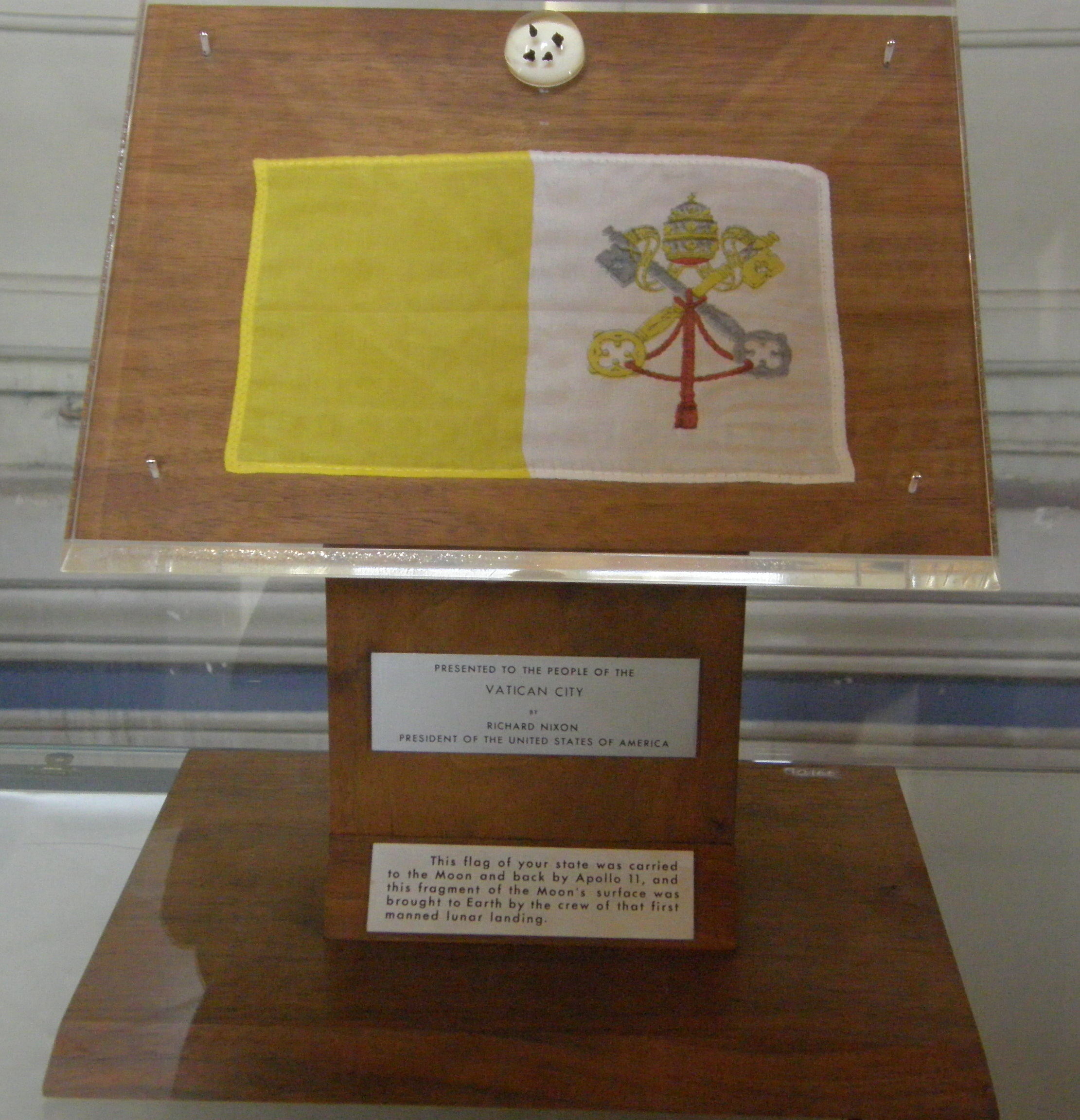
Vlajka Vatikánu, kterou posádka Apolla 11 dopravila na Měsíc a zpět
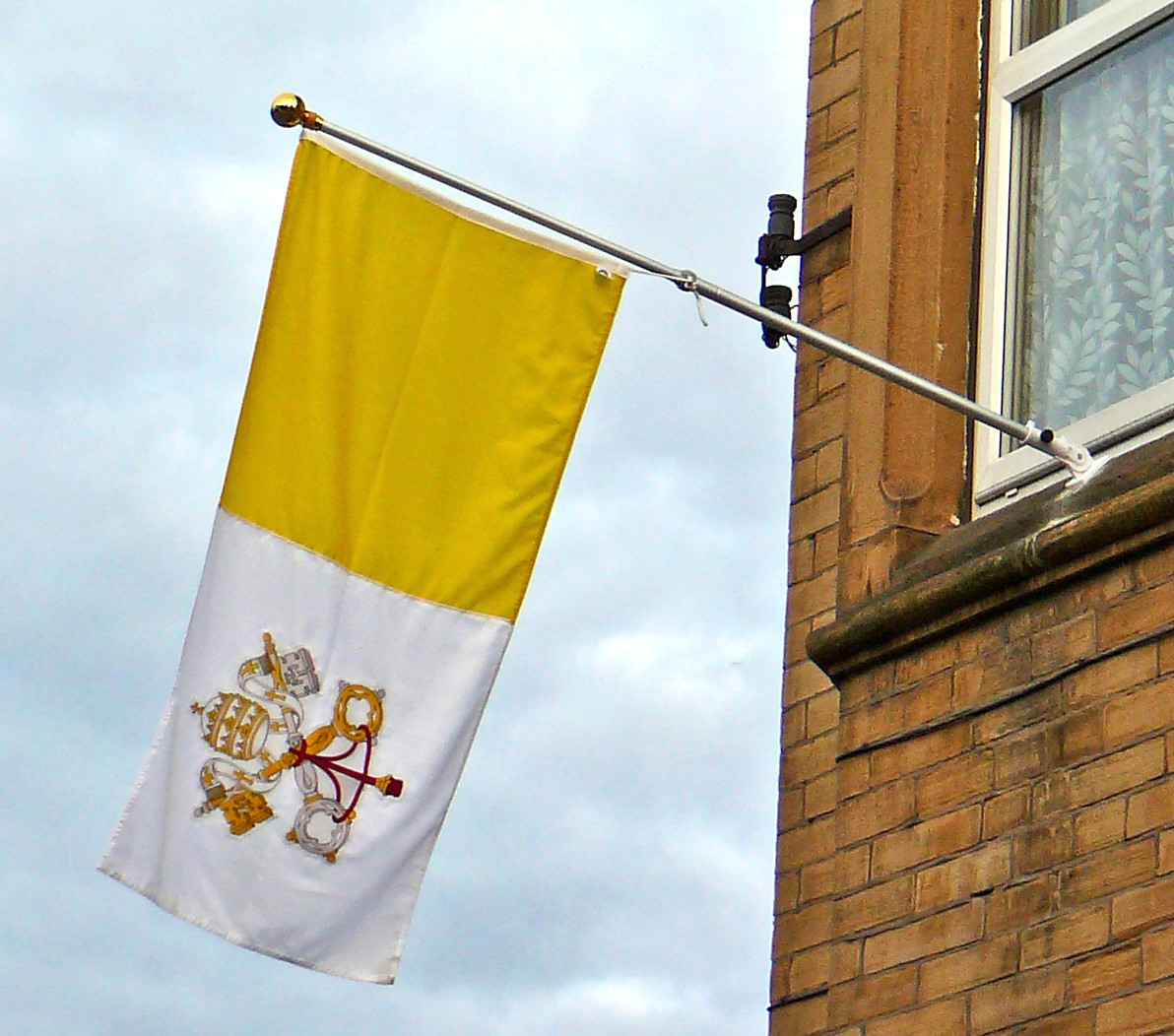
Vatikánská vlajka v poměru 1:2 (Bradford, Spojené království)